# Supercopa d'Europa de futbol 2020
La Supercopa d'Europa 2020 va ser la 45a edició de la Supercopa de la UEFA, un partit de futbol anual organitzat per la UEFA i disputada pels campions de les dues principals competicions europees de clubs, la Lliga de Campions de la UEFA i la Lliga Europa de la UEFA.
Es jugà al Puskás Aréna de Budapest.

## Participants
| Equip           | Raó de la classificació                           | Participacions anteriors (la negreta indica que la van guanyar) |
| --------------- | ------------------------------------------------- | --------------------------------------------------------------- |
| Bayern de Múnic | Campió de la Lliga de Campions de la UEFA 2019–20 | (1975, 1976, 2001, 2013)                                        |
| Sevilla         | Campió de la Lliga Europa de la UEFA 2019-2020    | (2006, 2007, 2014, 2015, 2016)                                  |

## Partit

### Detalls
| Bayern de Múnic              | 2-1     | Sevilla          |
| ---------------------------- | ------- | ---------------- |
| Goretzka 34' · Martínez 104' | Informe | 13' (p.) Ocampos |

| Supercopa d'Europa 2020        |
| ------------------------------ |
| Alemanya                       |
| FC Bayern de Múnic Segon títol |